# Xanthoconium
Xanthoconium is een geslacht van schimmels behorend tot de familie Boletaceae. De soort i beschreven door Rolf Singer en in 1944 geldig gepubliceerd. De typesoort is Xanthoconium stramineum. 

## Soorten
Het geslacht bevat de volgende tien soorten (peildatum december 2021):
| Soortnaam                  | Auteur(s)                          | Publicatiejaar |
| -------------------------- | ---------------------------------- | -------------- |
| Xanthoconium affine        | (Peck) Singer                      | 1944           |
| Xanthoconium chattoogaense | Wolfe                              | 1987           |
| Xanthoconium fusciceps     | N.K. Zeng, Zhi Q. Liang & S. Jiang | 2017           |
| Xanthoconium montaltoense  | Wolfe                              | 1987           |
| Xanthoconium montanum      | Wolfe                              | 1987           |
| Xanthoconium porophyllum   | G. Wu & Zhu L. Yang                | 2016           |
| Xanthoconium purpureum     | Snell & E.A. Dick                  | 1962           |
| Xanthoconium separans      | (Peck) Halling & Both              | 1998           |
| Xanthoconium sinense       | G. Wu, Y.Y. Cui & Zhu L. Yang      | 2016           |
| Xanthoconium stramineum    | (Murrill) Singer                   | 1944           |